# Keserű likacsosgomba
A keserű likacsosgomba vagy fehéres likacsosgomba (Postia stiptica) az Agaricomycetes osztályának taplóalkatúak (Polyporales) rendjébe, ezen belül a Fomitopsidaceae családjába tartozó faj.

## Előfordulása
A keserű likacsosgomba Európa szerte előfordul; különösen gyakori eme kontinens középső és északi részein, valamint a Brit-szigeteken. Európán kívül még megtalálható Ázsiában, Észak-Amerikában és Ausztráliában.

## Megjelenése
A 10 centiméter átmérőjű kalapja néha félkör alakú, de többször kagylóhéj alakú; 1-3 centiméter vastag. A terméketlen felső része, azaz a teteje bársonyos tapintású, de nem sima felületű; általában fehér, azonban idősebb korára megsárgul. Az alsó része a termékeny; ezen számos likacs található. A fehér tönkje igen rövid, csak 2-6 milliméteres. A spórája hosszúkás ellipszis vagy hangeres alakú; a mérete 3,5-4,5 x 2-2,5 µm; ez is fehér színű.
Habár nagy és fehér, nem könnyű észrevenni a természetes élőhelyén. Amikor több nedvességhez jut, mint kéne, akkor a termőtestének alulsó likacsaiból cseppeket bocsát ki.

## Életmódja
Elsősorban különböző kidőlt fenyőfélék törzsén és nagyobb ágain él; ritkábban lombhullató fákon.

## Szaporodása
Egész évben található, azonban csak késő ősszel bocsátja ki spóráit.

## Képek

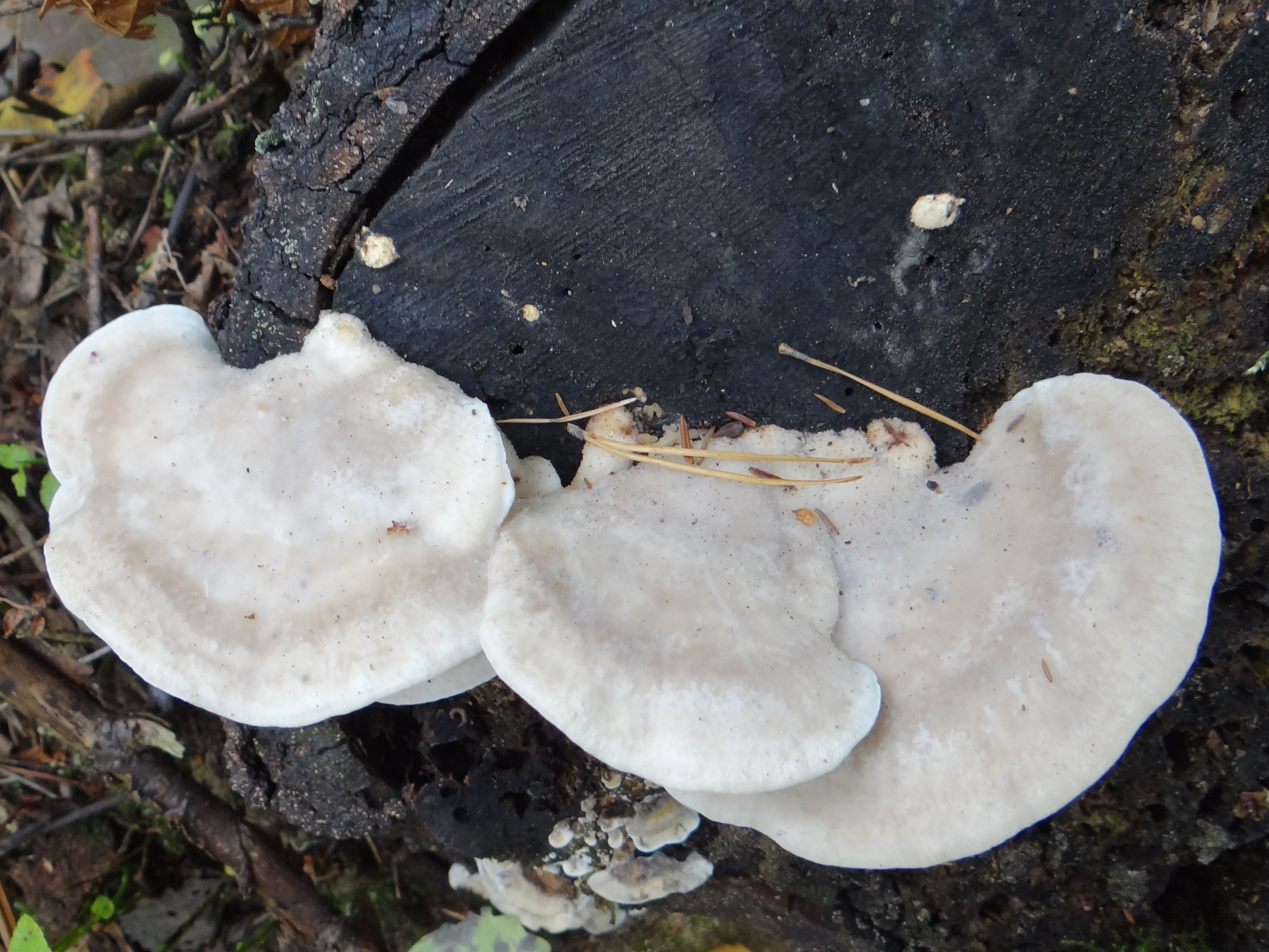
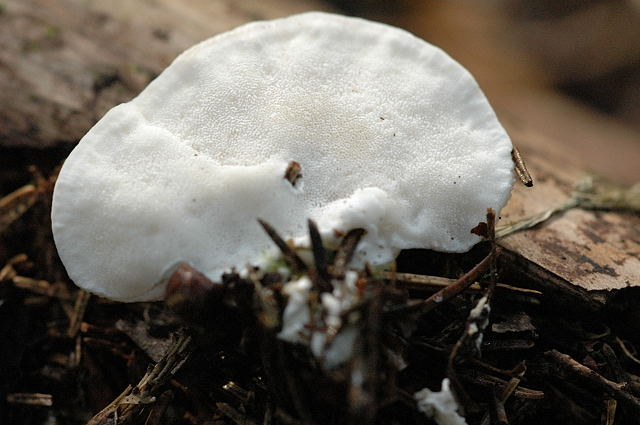